# Resultados do Carnaval da Baixada Santista em 2014
Neste artigo as notas das escolas de samba de todas as cidades da região da Baixada Santista que realizaram desfiles de escolas de samba no Carnaval de 2014. Bem como, suas pontuações finais e quais escolas foram rebaixadas ou subiram para o grupo Especial do ano seguinte a apuração.

## Santos
| Grupo Especial  | Grupo Especial          | Grupo Especial | Grupo Especial | Grupo Especial                    | Grupo Especial | Grupo Especial | Grupo Especial | Grupo Especial | Grupo Especial | Grupo Especial | Grupo Especial | Grupo Especial | Grupo Especial | Grupo Especial | Grupo Especial | Grupo Especial | Grupo Especial | Grupo Especial | Grupo Especial | Grupo Especial | Grupo Especial | Grupo Especial | Grupo Especial | Grupo Especial | Grupo Especial | Grupo Especial | Grupo Especial | Grupo Especial | Grupo Especial | Grupo Especial | Grupo Especial | Grupo Especial | Grupo Especial | Grupo Especial | Grupo Especial | Grupo Especial | Grupo Especial | Grupo Especial | Grupo Especial | Grupo Especial | Grupo Especial | Grupo Especial | Grupo Especial | Grupo Especial | Grupo Especial | Grupo Especial | Grupo Especial | Grupo Especial | Grupo Especial |
| Posição         | Escolas                 | Pontos         | Ref.           | Classificação ou rebaixamento     |                |                |                |                |                |                |                |                |                |                |                |                |                |                |                |                |                |                |                |                |                |                |                |                |                |                |                |                |                |                |                |                |                |                |                |                |                |                |                |                |                |                |                |                |                |
| --------------- | ----------------------- | -------------- | -------------- | --------------------------------- | -------------- | -------------- | -------------- | -------------- | -------------- | -------------- | -------------- | -------------- | -------------- | -------------- | -------------- | -------------- | -------------- | -------------- | -------------- | -------------- | -------------- | -------------- | -------------- | -------------- | -------------- | -------------- | -------------- | -------------- | -------------- | -------------- | -------------- | -------------- | -------------- | -------------- | -------------- | -------------- | -------------- | -------------- | -------------- | -------------- | -------------- | -------------- | -------------- | -------------- | -------------- | -------------- | -------------- | -------------- | -------------- |
| 1               | Unidos dos Morros       | 179.5          | [ 1 ]          | Campeã do carnaval 2014           |                |                |                |                |                |                |                |                |                |                |                |                |                |                |                |                |                |                |                |                |                |                |                |                |                |                |                |                |                |                |                |                |                |                |                |                |                |                |                |                |                |                |                |                |                |
| 2               | X-9                     | 178.5          | [ 1 ]          |                                   |                |                |                |                |                |                |                |                |                |                |                |                |                |                |                |                |                |                |                |                |                |                |                |                |                |                |                |                |                |                |                |                |                |                |                |                |                |                |                |                |                |                |                |                |                |
| 3               | Amazonense              | 175.5          | [ 1 ]          |                                   |                |                |                |                |                |                |                |                |                |                |                |                |                |                |                |                |                |                |                |                |                |                |                |                |                |                |                |                |                |                |                |                |                |                |                |                |                |                |                |                |                |                |                |                |                |
| 4               | União Imperial          | 172.5          | [ 1 ]          |                                   |                |                |                |                |                |                |                |                |                |                |                |                |                |                |                |                |                |                |                |                |                |                |                |                |                |                |                |                |                |                |                |                |                |                |                |                |                |                |                |                |                |                |                |                |                |
| 5               | Sangue Jovem            | 170            | [ 1 ]          |                                   |                |                |                |                |                |                |                |                |                |                |                |                |                |                |                |                |                |                |                |                |                |                |                |                |                |                |                |                |                |                |                |                |                |                |                |                |                |                |                |                |                |                |                |                |                |
| 6               | Brasil                  | 170            | [ 1 ]          |                                   |                |                |                |                |                |                |                |                |                |                |                |                |                |                |                |                |                |                |                |                |                |                |                |                |                |                |                |                |                |                |                |                |                |                |                |                |                |                |                |                |                |                |                |                |                |
| 7               | Padre Paulo             | 168.75         | [ 1 ]          |                                   |                |                |                |                |                |                |                |                |                |                |                |                |                |                |                |                |                |                |                |                |                |                |                |                |                |                |                |                |                |                |                |                |                |                |                |                |                |                |                |                |                |                |                |                |                |
| 8               | Vila Mathias            | 168.75         | [ 1 ]          |                                   |                |                |                |                |                |                |                |                |                |                |                |                |                |                |                |                |                |                |                |                |                |                |                |                |                |                |                |                |                |                |                |                |                |                |                |                |                |                |                |                |                |                |                |                |                |
| 9               | Real Mocidade Santista  | 167.25         | [ 1 ]          |                                   |                |                |                |                |                |                |                |                |                |                |                |                |                |                |                |                |                |                |                |                |                |                |                |                |                |                |                |                |                |                |                |                |                |                |                |                |                |                |                |                |                |                |                |                |                |
| 10              | Dependente do Samba     | 166.5          | [ 1 ]          | Desce para o Grupo de acesso 2015 |                |                |                |                |                |                |                |                |                |                |                |                |                |                |                |                |                |                |                |                |                |                |                |                |                |                |                |                |                |                |                |                |                |                |                |                |                |                |                |                |                |                |                |                |                |
| 11              | Império da Vila         | 165.25         | [ 1 ]          | Desce para o Grupo de acesso 2015 |                |                |                |                |                |                |                |                |                |                |                |                |                |                |                |                |                |                |                |                |                |                |                |                |                |                |                |                |                |                |                |                |                |                |                |                |                |                |                |                |                |                |                |                |                |
| 12              | Unidos da Zona Noroeste | 162.5          | [ 1 ]          | Desce para o Grupo de acesso 2015 |                |                |                |                |                |                |                |                |                |                |                |                |                |                |                |                |                |                |                |                |                |                |                |                |                |                |                |                |                |                |                |                |                |                |                |                |                |                |                |                |                |                |                |                |                |
| Grupo de acesso |                         |                |                |                                   |                |                |                |                |                |                |                |                |                |                |                |                |                |                |                |                |                |                |                |                |                |                |                |                |                |                |                |                |                |                |                |                |                |                |                |                |                |                |                |                |                |                |                |                |                |
| Posição         | Escolas                 | Pontos         | Ref.           | Classificação ou rebaixamento     |                |                |                |                |                |                |                |                |                |                |                |                |                |                |                |                |                |                |                |                |                |                |                |                |                |                |                |                |                |                |                |                |                |                |                |                |                |                |                |                |                |                |                |                |                |
| 1               | Bandeirantes do Saboó   | 180            | [ 2 ]          | Sobe para o Especial 2015         |                |                |                |                |                |                |                |                |                |                |                |                |                |                |                |                |                |                |                |                |                |                |                |                |                |                |                |                |                |                |                |                |                |                |                |                |                |                |                |                |                |                |                |                |                |
| 2               | Dragões do Castelo      | 175.75         | [ 2 ]          |                                   |                |                |                |                |                |                |                |                |                |                |                |                |                |                |                |                |                |                |                |                |                |                |                |                |                |                |                |                |                |                |                |                |                |                |                |                |                |                |                |                |                |                |                |                |                |
| 3               | Camisa Alvinegra        | 167.75         | [ 2 ]          |                                   |                |                |                |                |                |                |                |                |                |                |                |                |                |                |                |                |                |                |                |                |                |                |                |                |                |                |                |                |                |                |                |                |                |                |                |                |                |                |                |                |                |                |                |                |                |

## Guarujá
| Grupo Especial  | Grupo Especial           | Grupo Especial | Grupo Especial | Grupo Especial                    | Grupo Especial | Grupo Especial | Grupo Especial | Grupo Especial | Grupo Especial | Grupo Especial | Grupo Especial | Grupo Especial | Grupo Especial | Grupo Especial | Grupo Especial | Grupo Especial | Grupo Especial | Grupo Especial | Grupo Especial | Grupo Especial | Grupo Especial | Grupo Especial | Grupo Especial | Grupo Especial | Grupo Especial | Grupo Especial | Grupo Especial | Grupo Especial | Grupo Especial | Grupo Especial | Grupo Especial | Grupo Especial | Grupo Especial | Grupo Especial | Grupo Especial | Grupo Especial | Grupo Especial | Grupo Especial | Grupo Especial | Grupo Especial | Grupo Especial | Grupo Especial | Grupo Especial | Grupo Especial | Grupo Especial | Grupo Especial | Grupo Especial | Grupo Especial | Grupo Especial |
| Posição         | Escolas                  | Pontos         | Ref.           | Classificação ou rebaixamento     |                |                |                |                |                |                |                |                |                |                |                |                |                |                |                |                |                |                |                |                |                |                |                |                |                |                |                |                |                |                |                |                |                |                |                |                |                |                |                |                |                |                |                |                |                |
| --------------- | ------------------------ | -------------- | -------------- | --------------------------------- | -------------- | -------------- | -------------- | -------------- | -------------- | -------------- | -------------- | -------------- | -------------- | -------------- | -------------- | -------------- | -------------- | -------------- | -------------- | -------------- | -------------- | -------------- | -------------- | -------------- | -------------- | -------------- | -------------- | -------------- | -------------- | -------------- | -------------- | -------------- | -------------- | -------------- | -------------- | -------------- | -------------- | -------------- | -------------- | -------------- | -------------- | -------------- | -------------- | -------------- | -------------- | -------------- | -------------- | -------------- | -------------- |
| 1               | Imperador de Santo Amaro | 177            | [ 3 ] [ 4 ]    | Campeã do carnaval 2014           |                |                |                |                |                |                |                |                |                |                |                |                |                |                |                |                |                |                |                |                |                |                |                |                |                |                |                |                |                |                |                |                |                |                |                |                |                |                |                |                |                |                |                |                |                |
| 2               | Mocidade de São Miguel   | 173.5          | [ 3 ] [ 4 ]    |                                   |                |                |                |                |                |                |                |                |                |                |                |                |                |                |                |                |                |                |                |                |                |                |                |                |                |                |                |                |                |                |                |                |                |                |                |                |                |                |                |                |                |                |                |                |                |
| 3               | Vem Que É Dez            | 166.5          | [ 3 ] [ 4 ]    |                                   |                |                |                |                |                |                |                |                |                |                |                |                |                |                |                |                |                |                |                |                |                |                |                |                |                |                |                |                |                |                |                |                |                |                |                |                |                |                |                |                |                |                |                |                |                |
| 4               | Renascer do Boréu        | 165            | [ 3 ] [ 4 ]    |                                   |                |                |                |                |                |                |                |                |                |                |                |                |                |                |                |                |                |                |                |                |                |                |                |                |                |                |                |                |                |                |                |                |                |                |                |                |                |                |                |                |                |                |                |                |                |
| 5               | Guarujá                  | 164.5          | [ 3 ] [ 4 ]    | Desce para o Grupo de acesso 2015 |                |                |                |                |                |                |                |                |                |                |                |                |                |                |                |                |                |                |                |                |                |                |                |                |                |                |                |                |                |                |                |                |                |                |                |                |                |                |                |                |                |                |                |                |                |
| Grupo de acesso |                          |                |                |                                   |                |                |                |                |                |                |                |                |                |                |                |                |                |                |                |                |                |                |                |                |                |                |                |                |                |                |                |                |                |                |                |                |                |                |                |                |                |                |                |                |                |                |                |                |                |
| Posição         | Escolas                  | Pontos         | Ref.           | Classificação ou rebaixamento     |                |                |                |                |                |                |                |                |                |                |                |                |                |                |                |                |                |                |                |                |                |                |                |                |                |                |                |                |                |                |                |                |                |                |                |                |                |                |                |                |                |                |                |                |                |
| 1               | Caminho da Paz           |                | [ 3 ]          | Sobe para o Especial 2015         |                |                |                |                |                |                |                |                |                |                |                |                |                |                |                |                |                |                |                |                |                |                |                |                |                |                |                |                |                |                |                |                |                |                |                |                |                |                |                |                |                |                |                |                |                |
| 2               | Unidos da São Jorge      |                | [ 3 ]          |                                   |                |                |                |                |                |                |                |                |                |                |                |                |                |                |                |                |                |                |                |                |                |                |                |                |                |                |                |                |                |                |                |                |                |                |                |                |                |                |                |                |                |                |                |                |                |

## Praia Grande
| Grupo Especial  | Grupo Especial             | Grupo Especial | Grupo Especial    | Grupo Especial                    | Grupo Especial | Grupo Especial | Grupo Especial | Grupo Especial | Grupo Especial | Grupo Especial | Grupo Especial | Grupo Especial | Grupo Especial | Grupo Especial | Grupo Especial | Grupo Especial | Grupo Especial | Grupo Especial | Grupo Especial | Grupo Especial | Grupo Especial | Grupo Especial | Grupo Especial | Grupo Especial | Grupo Especial | Grupo Especial | Grupo Especial | Grupo Especial | Grupo Especial | Grupo Especial | Grupo Especial | Grupo Especial | Grupo Especial | Grupo Especial | Grupo Especial | Grupo Especial | Grupo Especial | Grupo Especial | Grupo Especial | Grupo Especial | Grupo Especial | Grupo Especial | Grupo Especial | Grupo Especial | Grupo Especial | Grupo Especial | Grupo Especial | Grupo Especial | Grupo Especial |
| Posição         | Escolas                    | Pontos         | Ref.              | Classificação ou rebaixamento     |                |                |                |                |                |                |                |                |                |                |                |                |                |                |                |                |                |                |                |                |                |                |                |                |                |                |                |                |                |                |                |                |                |                |                |                |                |                |                |                |                |                |                |                |                |
| --------------- | -------------------------- | -------------- | ----------------- | --------------------------------- | -------------- | -------------- | -------------- | -------------- | -------------- | -------------- | -------------- | -------------- | -------------- | -------------- | -------------- | -------------- | -------------- | -------------- | -------------- | -------------- | -------------- | -------------- | -------------- | -------------- | -------------- | -------------- | -------------- | -------------- | -------------- | -------------- | -------------- | -------------- | -------------- | -------------- | -------------- | -------------- | -------------- | -------------- | -------------- | -------------- | -------------- | -------------- | -------------- | -------------- | -------------- | -------------- | -------------- | -------------- | -------------- |
| 1               | Casa do Mestiço            | 179.3          | [ 5 ] [ 6 ] [ 7 ] | Campeã do carnaval 2014           |                |                |                |                |                |                |                |                |                |                |                |                |                |                |                |                |                |                |                |                |                |                |                |                |                |                |                |                |                |                |                |                |                |                |                |                |                |                |                |                |                |                |                |                |                |
| 2               | Folia 99                   | 178.1          | [ 5 ] [ 6 ] [ 7 ] |                                   |                |                |                |                |                |                |                |                |                |                |                |                |                |                |                |                |                |                |                |                |                |                |                |                |                |                |                |                |                |                |                |                |                |                |                |                |                |                |                |                |                |                |                |                |                |
| 3               | Império da Baixada         | 178.1          | [ 5 ] [ 6 ] [ 7 ] |                                   |                |                |                |                |                |                |                |                |                |                |                |                |                |                |                |                |                |                |                |                |                |                |                |                |                |                |                |                |                |                |                |                |                |                |                |                |                |                |                |                |                |                |                |                |                |
| 4               | Mancha Verde               | 175.5          | [ 5 ] [ 6 ] [ 7 ] |                                   |                |                |                |                |                |                |                |                |                |                |                |                |                |                |                |                |                |                |                |                |                |                |                |                |                |                |                |                |                |                |                |                |                |                |                |                |                |                |                |                |                |                |                |                |                |
| 5               | Vila do Sapo               | 174.7          | [ 5 ] [ 6 ] [ 7 ] |                                   |                |                |                |                |                |                |                |                |                |                |                |                |                |                |                |                |                |                |                |                |                |                |                |                |                |                |                |                |                |                |                |                |                |                |                |                |                |                |                |                |                |                |                |                |                |
| 6               | Acadêmicos de Praia Grande | 172.1          | [ 5 ] [ 6 ] [ 7 ] |                                   |                |                |                |                |                |                |                |                |                |                |                |                |                |                |                |                |                |                |                |                |                |                |                |                |                |                |                |                |                |                |                |                |                |                |                |                |                |                |                |                |                |                |                |                |                |
| 7               | Amigos do Samba            | 168.9          | [ 5 ] [ 6 ] [ 7 ] | Desce para o Grupo de acesso 2015 |                |                |                |                |                |                |                |                |                |                |                |                |                |                |                |                |                |                |                |                |                |                |                |                |                |                |                |                |                |                |                |                |                |                |                |                |                |                |                |                |                |                |                |                |                |
| Grupo de acesso |                            |                |                   |                                   |                |                |                |                |                |                |                |                |                |                |                |                |                |                |                |                |                |                |                |                |                |                |                |                |                |                |                |                |                |                |                |                |                |                |                |                |                |                |                |                |                |                |                |                |                |
| Posição         | Escolas                    | Pontos         | Ref.              | Classificação ou rebaixamento     |                |                |                |                |                |                |                |                |                |                |                |                |                |                |                |                |                |                |                |                |                |                |                |                |                |                |                |                |                |                |                |                |                |                |                |                |                |                |                |                |                |                |                |                |                |
| 1               | CESAC                      | 88.5           | [ 6 ] [ 7 ]       | Sobe para o Especial 2015         |                |                |                |                |                |                |                |                |                |                |                |                |                |                |                |                |                |                |                |                |                |                |                |                |                |                |                |                |                |                |                |                |                |                |                |                |                |                |                |                |                |                |                |                |                |
| 2               | Favoritos do Forte         | 87.7           | [ 6 ] [ 7 ]       | Sobe para o Especial 2015         |                |                |                |                |                |                |                |                |                |                |                |                |                |                |                |                |                |                |                |                |                |                |                |                |                |                |                |                |                |                |                |                |                |                |                |                |                |                |                |                |                |                |                |                |                |
| 3               | Guaratude                  | 86.2           | [ 6 ] [ 7 ]       |                                   |                |                |                |                |                |                |                |                |                |                |                |                |                |                |                |                |                |                |                |                |                |                |                |                |                |                |                |                |                |                |                |                |                |                |                |                |                |                |                |                |                |                |                |                |                |
| 4               | Cristal de Praia Grande    | 81             | [ 6 ] [ 7 ]       |                                   |                |                |                |                |                |                |                |                |                |                |                |                |                |                |                |                |                |                |                |                |                |                |                |                |                |                |                |                |                |                |                |                |                |                |                |                |                |                |                |                |                |                |                |                |                |
| 5               | Unidos da Ocian            | 75.5           | [ 6 ] [ 7 ]       |                                   |                |                |                |                |                |                |                |                |                |                |                |                |                |                |                |                |                |                |                |                |                |                |                |                |                |                |                |                |                |                |                |                |                |                |                |                |                |                |                |                |                |                |                |                |                |
| 6               | Unidos da Ilha             | 74.5           | [ 6 ] [ 7 ]       |                                   |                |                |                |                |                |                |                |                |                |                |                |                |                |                |                |                |                |                |                |                |                |                |                |                |                |                |                |                |                |                |                |                |                |                |                |                |                |                |                |                |                |                |                |                |                |
| 7               | Mocidade Independente      | 58.9           | [ 6 ] [ 7 ]       |                                   |                |                |                |                |                |                |                |                |                |                |                |                |                |                |                |                |                |                |                |                |                |                |                |                |                |                |                |                |                |                |                |                |                |                |                |                |                |                |                |                |                |                |                |                |                |

## Cubatão
| Posição | Escolas                    | Pontos | Ref.  | Classificação ou rebaixamento |
| ------- | -------------------------- | ------ | ----- | ----------------------------- |
| 1       | Independência do Casqueiro | 196.5  | [ 8 ] | Campeã do carnaval 2014       |
| 2       | Unidos do Morro            | 190.5  | [ 8 ] |                               |
| 3       | Nações Unidas              | 172    | [ 8 ] |                               |